# Circonscriptions géographiques
À Hong Kong et Macao, les circonscriptions géographiques, en opposition aux Circonscriptions fonctionnelles permettent aux électeurs de  voter en fonction de circonscriptions démarquées géographiquement. Il y a actuellement cinq circonscriptions géographiques a Hong Kong. Il y a actuellement une circonscription géographique et trois sous-circonscriptions géographiques à  Macao.

## Hong Kong
Les 5 Circonscriptions géographiques sont :
- Hong Kong Island
- Kowloon West
- Kowloon East
- New Territories West
- New Territories East

En 2021, une réforme du parlement changerait le nombre de circonscriptions géographiques à dix. Elles sont:
- Hong Kong Island East
- Hong Kong Island West
- Kowloon East
- Kowloon West
- Kowloon Central
- New Territories South East
- New Territories North
- New Territories North West
- New Territories South West
- New Territories North East

## Macao
La circonscription géographiques et les trois sous-circonscriptions géographiques sont les suivantes :
- Macao
  - Municipalité de Macao
  - Taipa
  - Coloane (avec Cotai)